# John Walter (der Jüngere)
John Walter (* 23. Februar 1776 in Battersea, London; † 28. Juli 1847 in London) war ein britischer Verleger und Politiker. Er wurde als Sohn des Gründers der Times, John Walter (dem Älteren), geboren und etablierte das Blatt in der ersten Hälfte des 19. Jahrhunderts als große britische Tageszeitung.	

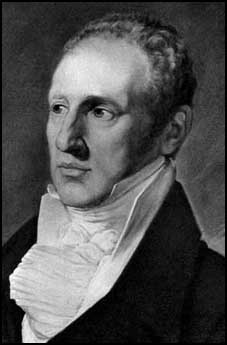
John Walter (der Jüngere)

## Leben
John Walter besuchte zunächst die „Merchant Taylors’ School“ und danach das Trinity College (Oxford). Ab 1798 beteiligte ihn sein älterer Bruder William am Management und 1803 wurde er alleiniger Eigentümer, Geschäftsführer und Herausgeber der Times.
Das Pressewesen, das John Walter um 1800 in England vorfand, steckte noch in den Kinderschuhen. Die frühe Times war eine von vielen Zeitungen, die allesamt kaum beachtet wurden und deren Nachrichtenwert weit hinter dem der offiziellen Mitteilungsblätter rangierte. Sie verfügten noch über keine unabhängigen Agenturen, die den Wahrheitsgehalt von Nachrichten überprüfen konnten. Nur wenn die Zeitungen mit dem äußerst strengen „Beleidigungsgesetz“ in Konflikt gerieten, was oft der Fall war, wurde ihnen größere öffentliche Aufmerksamkeit zuteil. Für politische Kritik wurden Zeitungsmacher häufig mit Pranger oder Gefängnis bestraft. Seinem eigenen Vater war dies 1789 und 1799 widerfahren.
John Walter hatte sich vorgenommen, diesen kümmerlichen Zustand der englischen Presse zu ändern, was ihm vorzüglich gelang. Als er 1847 starb, hinterließ er eine Tageszeitung von internationalem Format, die von englischen Politikern, Kabinettsmitgliedern und Premierministern gefürchtet wurde, und die jeder weltläufige Mensch im Ausland lesen musste, wenn er wissen wollte, was sich im britischen Empire ereignete.
Von seinem Vater hatte er eine furchtlose, angriffslustige und unabhängige Natur geerbt. Er verfügte aber auch über unermüdliche Energie und hohe Entschlusskraft, die sein Vater nicht im selben Maß besessen hatte. Fünf Jahre lang leitete er gemeinsam mit seinem Bruder William die Times, bevor er die Leitung als alleiniger Herausgeber übernahm.
Im gleichen Jahr machte er die neue Richtung des Blattes deutlich, indem er Opposition zum Premierminister William Pitt dem Jüngeren bezog. Das führte zur Zurücknahme der Regierungsanzeigen und zum Verlust der Position eines „Druckers der Zollbehörde“, die seinem Vater 1787 zuerkannt worden war. Walter sah sich der Feindseligkeit und Ranküne einflussreicher Regierungskreise ausgesetzt. Dass er sich nicht beirren und einschüchtern ließ, zeigte seinen standhaften und mutigen Charakter. Walter war an einer langfristigen Umgestaltung des englischen Pressewesens gelegen.
Walter beschäftigte junge reformorientierte Journalisten wie z. B. Henry Crabb Robinson, Charles Lamb, William Hazlitt und Thomas Barnes. Die Times wandte sich von den regierungsoffiziellen Verlautbarungen ab und entwickelte allmählich ihre eigene Nachrichten-Infrastruktur.
1814 kauft John Walter eine doppeltwirkende Zylinderdruckmaschine von dem Buchdrucker und Erfinder Friedrich Koenig und betrieb sie mit einer Dampfmaschine. Am 29.  November 1814 wurde erstmals eine Ausgabe der Times mit Koenigs „Doppelmaschine“ produziert. Mithilfe dieser Schnellpresse konnten täglich 7.000 Exemplare der Times gedruckt und verkauft werden, eine für damalige Verhältnisse enorme Anzahl. Die neue Maschinen-Drucktechnik, die Walter erstmals einsetzte, löste eine Revolution in der Zeitungsproduktion aus.
1809 berief John Walter den Juristen John Stoddart (* 1773; † 1856) zum Herausgeber der Times. Ihm folgte Thomas Barnes (* 1785; † 1841) und schließlich John Thadeus Delane (* 1817; † 1877).
Thomas Barnes war wie Walter ein strikter Befürworter der unabhängigen Berichterstattung. 1819 veröffentlichte er mit Unterstützung John Walters einige Artikel der Journalisten John Edward Taylor (* 1791; † 1844) und John Tyas über das „Peterloo-Massaker“. Am 16. August 1819 wurde in Manchester eine Protestkundgebung gegen Getreidezölle durch Kavallerie gewaltsam aufgelöst. Dabei wurden 11 Demonstranten getötet und über 400 verletzt. Die Times kritisierte deutlich die Art, wie die britische Regierung unter Robert Banks Jenkinson, 2. Earl of Liverpool (* 1770; † 1828), auf den Kampf um politische Reformen reagierte.
Nach dem „Peterloo-Massaker“ befürwortete die Times eine grundlegende Parlamentsreform. Im Unterhaus beklagten sich immer wieder die konservativen Tories über die langjährige Zeitungskampagne. In der Debatte vom 7. März 1832 bezeichnete der konservative Oppositionsführer Sir Robert Peel die Times immerhin als „den wichtigsten und mächtigsten Anwalt der Reform“ in Großbritannien. Als das Reformgesetz 1832 endlich verabschiedet wurde, kommentierte die Times überschwänglich, es handele sich um „das größte Ereignis der modernen Geschichte“.
Nach 1832 änderte die Times jedoch allmählich ihre politische Ausrichtung. John Walter und Thomas Barnes stritten mit der radikal-liberalen Londoner Zeitung Morning Chronicle um den Inhalt des Reformgesetzes und um die künftige Regierungspolitik. Der Morning Chronicle stand dem radikalen Teil der Whigs nahe, der tiefgreifende demokratische Reformen einforderte. John Walter und seine Journalisten vertraten sehr viel gemäßigtere Positionen und kritisierten „die sklavische Ergebenheit“, mit der der Morning Chronicle ihres Erachtens die Whig-Regierung von Charles Grey, unterstützte. Walter und Barnes sprachen mit den Führern der konservativen Opposition und als diese versprachen, das Reformgesetz nicht rückgängig zu machen, begünstigten sie journalistisch die Tory-Regierung, die Sir Robert Peel 1834 bildete.
Im Jahr 1832 wurde John Walter, der in Berkshire ein Anwesen namens „Bear Wood“ gekauft hatte, für diese Grafschaft ins Parlament gewählt und behielt dieses Mandat bis 1837. 1841 kehrte er ins Parlament zurück, diesmal für Nottingham, wurde aber schon im nächsten Jahr durch Petition abgesetzt. John Walter war zwei Mal verheiratet. Sein ältester Sohn John, der aus der Ehe mit seiner zweiten Frau Mary Smythe stammte, arbeitete ebenfalls für die Times. Er starb am 28. Juli 1847 in London.
| Personendaten    | Personendaten                     |
| ---------------- | --------------------------------- |
| NAME             | Walter, John                      |
| ALTERNATIVNAMEN  | Walter, John der Jüngere          |
| KURZBESCHREIBUNG | britischer Verleger und Politiker |
| GEBURTSDATUM     | 23. Februar 1776                  |
| GEBURTSORT       | Battersea, London                 |
| STERBEDATUM      | 28. Juli 1847                     |
| STERBEORT        | London                            |